# Баграмян (бывший Эчмиадзинский район)
Баграмян (арм. Բաղրամյան) — село в марзе Армавир, Армения. Село названо в честь советского военачальника, дважды Героя Советского Союза, Маршала Советского Союза Ивана Христофоровича Баграмяна.

## География
Село расположено в 1 км к западу от села Айгек и в 2 км к востоку от села Норакерт. Село расположено в 9 км к северо-востоку от города Вагаршапата и в 18 км к западу от столицы — города Еревана. К северу от села проходит Нижний Зангисйский канал, а к югу от села проходит Эчмиадзинский (Вагаршапатский) канал.